# 摯友維尼
是一部於2018年上映的美國奇幻喜劇冒險片，由馬克·福斯特執導，湯瑪士·麥卡錫、亞歷克斯·羅斯·佩里和艾莉森·施羅德編劇，電影改編自艾倫·亞歷山大·米恩的兒童小說《小熊維尼》和迪士尼同名系列動畫。由伊旺·麥奎格和海莉·艾特沃主演。
電影於2018年7月30日在柏本克進行首映禮，並於2018年8月3日在美國院線上映。

## 劇情
小熊維尼和他的好友們向克里斯多福·羅賓舉辦歡送宴，等到大家玩到睡著後，克里斯多福和維尼獨處，表示要前往寄宿學校，再也不能像個小孩子無所事事，並且和維尼結下永不忘記對方的誓言。
前往寄宿學校的克里斯多福，開始被迫遵守規矩，期間經歷父喪、繼承家業、認識艾芙琳、二次大戰、女兒瑪德琳出生、戰爭結束後來到溫斯洛企業工作⋯⋯但玩樂和童年的歡笑卻離他越來越遠。相對的，克里斯多福離開後的百畝森林始終黯淡無光，維尼卻始終在通道的另一側等待著克里斯多福的歸來。
一天，公司上司以成本降低為由強迫克里斯多福週末加班，否則就以裁員作為手段，克里斯多福只好放棄和家人回小木屋老家出遊的時間，卻讓克里斯多福和瑪德琳的距離也漸行漸遠。另一方面，百畝森林一早起了大霧，維尼找不到其他好友，一鼓作氣下決定前往通道的另一頭像克里斯多福求救。加班後的克里斯多福回到家，卻正好巧遇久違的維尼，無奈之下只好暫時收留他，過了幾十年後光陰，天生傻呼呼的維尼卻也讓與時間賽跑的克里斯多福開始厭煩。
隔天一早，克里斯多福決定回到小木屋老家將維尼送回去，維尼卻請求克里斯多福幫忙找朋友，天人交戰下決定回到百畝森林，此時百畝森林充滿大霧，兩人在走迷路後，克里斯多福按耐不住脾氣斥責維尼，讓維尼嚇跑了。一個人的克里斯多福在沒人幫助下卻掉到「長鼻怪陷阱」中，一陣大雨後克里斯多福浮出水面逃脫出來，正巧遇見在河上漂流的屹耳，並追蹤橡樹果找到小豬，最後循線找到好朋友們，但是隨著時光飛逝，大家都認不得克里斯多福，克里斯多福只好自導自演趕跑長鼻怪，此時克里斯多福才發現，自己的負面個性才是真正的長鼻怪，而開始玩樂的克里斯多福才是大家認識的克里斯多福。太陽露臉後，大伙兒找到了維尼，克里斯多福表示自己很抱歉，長期高壓的生活迷失了自我。一覺醒來後，克里斯多福這才發現已經星期一要回到公司上班，幸好大家已經幫克里斯多福曬好文件，而克里斯多福拿了包就走，稍晚大家才發現跳跳虎掉包了文件，把真正的文件放在屹耳身上，放在公事包裡的是提醒克里斯多福別忘記大家的東西，為了避免怪物吃掉克里斯多福，維尼、小豬、跳跳虎、屹耳組成探險隊前往倫敦。
通過密道後，四人第一個遇到的就是獨自玩樂的瑪德琳，而瑪德琳也在父親的畫中一眼認出四人，知道來龍去脈後，瑪德琳決定和四人前往倫敦將公文交給克里斯多福。艾芙琳得知女兒獨自回到倫敦也趕回去找在公司開會的克里斯多福，瑪德琳和維尼在路途中跟其他三人走失。另一方面艾芙琳開車時天外正巧飛來小豬、跳跳虎、屹耳等人。雙方互相尋找後，瑪德琳不小心把大部分公文弄丟了，克里斯多福找到瑪德琳後也感到很自責，表示沒有盡到當父親的責任，並且保證不會送女兒到寄宿學校。而瑪德琳找到唯一一張資料卻讓克里斯多福靈感回來，回到公司後向高層建議讓員工們放有薪假，鼓勵大家購買公司的行李箱，此舉讓上司非常生氣，而大家這才發現原來他就是只會偷懶把爛攤子丟給別人的「聞死鼬」，公司老闆決定接受克里斯多福的提議，而克里斯多福帶著家人再度回到百畝森林野餐，此時的百畝森林正好又是個艷陽天。

## 演員
- 伊旺·麥奎格 飾 克里斯多福·羅賓（英语：Christopher Robin）
- 海莉·艾特沃 飾 伊芙琳，克里斯多福的妻子
- 馬克·加蒂斯 飾 賈爾斯，克里斯多福的老闆
- 勃朗特·卡麥可 飾 瑪達琳，克里斯多福的女兒

### 配音
- 吉姆·卡明斯 配音 小熊維尼
- 吉姆·卡明斯 配音 跳跳虎
- 尼克·穆罕默德（英语：Nick Mohammed） 配音 小豬（英语：Piglet (Winnie-the-Pooh)）
- 布拉德·加雷特 配音 屹耳
- 彼得·卡帕尔蒂 配音 瑞比（英语：Rabbit (Winnie-the-Pooh)）
- 蘇菲·歐克妮多 配音 袋鼠媽媽
- 陶比·瓊斯 配音 貓頭鷹

## 製作

### 拍攝
主體拍攝在2017年8月於英國進行拍攝。

## 發行

### 評價
爛番茄根據277條評論，持有72%的新鮮度，平均得分6.2／10。在Metacritic上，電影獲得了60分。據CinemaScore調查，觀眾的反應在A+至F間落於「A」的好評。

## 中國大陸封鎖小熊維尼事件
報導聲稱指因为2017年「封殺小熊維尼」事件里，中國共產黨中央委員會總書記習近平開始被網民認為長相與小熊維尼相似，「小熊維尼」隨即成為中國大陸網絡敏感词，輿論認為電影《摯友維尼》亦因此無法在中國大陸上映。